# Bluf (film)
Bluf  is een Nederlandse filmkomedie uit 2011 en het debuut van regisseur Peter Vlemmix. De hoofdrollen zijn voor Patrick Stoof en Diede Zillinger Molenaar, die de vrienden Paolo, de public relationsambtenaar van Oirschot, en zijn nerdachtige vriend Jimmy spelen. Ze komen in de moeilijkheden als een nieuwe burgemeester hun privileges afneemt en het pokertoernooi, dat ze organiseren om zich te redden, maakt hun financiële problemen acuut.

## New Kids
Vanwege de gelijkende thematiek en de setting in een Brabants dorp is in de pers gesuggereerd dat de film gebaseerd was op het kassucces New Kids, maar Vlemmix, die zelf het script schreef, stelt dat dit in 2006 al geschreven was.

## Verhaal
Paolo, de pr-ambtenaar van Oirschot – "Ik bèn Oirschot" – geniet van het leven op kosten van de gemeente: riant huis, mooie vrouwen. Dan wordt hij door de nieuwe burgemeester ontslagen en blijft zitten met schulden. Zijn vriend Jimmy stelt voor een groot pokertoernooi te organiseren en verpatst de tv-rechten aan een Duitse zender. Gelukzoekers overspoelen Oirschot voor de royale hoofdprijs, maar Jimmy blijkt een fout gemaakt te hebben met het tv-contract: er is helemaal geen geld.

## Productie
De debuterende producenten hebben de film op eigen kosten en met sponsors gemaakt. De film is in Oirschot opgenomen van zomer van 2008 tot zomer van 2009 en alle acteurs deden mee op basis van het script en zagen af van gage. Vanwege het beperkte budget moest er veel geïmproviseerd worden, als spelers afzegden vanwege een betaalde klus, of omdat er tijdelijk geen geld was voor apparatuur. De film is een productie van RotEgel, in samenwerking met Blackframe.

## Personages
- Diede Zillinger Molenaar - Jimmy
- Patrick Stoof - Paolo
- Hanna Verboom - Anouk
- Jasper Boeke - Tobias
- Johnny de Mol - Yorryt
- Ruben Brinkman - Vogelaar
- Alex Klaasen - Yoga guru
- Teun Kuilboer - Niels
- Ancilla Tilia - Lisette
- Ad van Kempen - De Generaal
- Bart de Vries - Lucky Pete
- Steef Hupkes - TV host
- Juda Goslinga - Jeffrey

## Dvd-uitgave
De film kwam op 24 februari 2011 uit op Home Entertainment.